# Parvilucifera
A Parvilucifera az Alveolata páncélos ostorosokban élő endoparazita nemzetsége. 1999-ben írták le Fredrik Norén és Øjvind Moestrup, akik Dinophysis-fajok gyűjteményeiben azonosították Svédország partjai közelében. Eredetileg az ivaros szaporodás termékeinek tartották, de a gyűjteményekben talált kerek testek parazita faj zoospóraképző sporangiumainak bizonyultak. Ezt az elsőként leírt fajt Parvilucifera infectansként azonosították. A faj vizsgálata és a Perkinsus nemzetséggel való közeli rokonsága révén hozták létre az Alveolatában a Perkinsozoa kládot.
Összetett életciklusa változatos páncélosostoros-fajokat fertőző kétostorú zoospórából, sejten belüli táplálkozó állapotokból (trofonta) és zoospóraképző sporangiumból áll. A Parvilucifera spp. segíthetik a páncélos ostorosok okozta káros algavirágzások irányítását.

## Rendszertan

### Etimológia
A név a latin parvus, kicsi és lucidus, fényes szavakból ered az enyhén fénytörő megjelenésre utalva.

### Történet
A nemzetséget először Fredrik Norén és Øjvind Moestrup írták le 1999-ben Svédország nyugati partjához közel. Dinophysis-fajok kultúráiban mutatták ki, melyek eleinte az ivaros szaporodás melléktermékeinek tekintett kerek testeket tartalmaztak. 2 hét alacsony hőmérsékleten történő tárolás után azonban a páncélos ostorosok elhaltak, míg a kerek testek fennmaradtak. Ezeket tovább vizsgálták, és kimutatták, hogy egy parazita faj sporangiumai, melyet Parvilucifera infectansnak neveztek el.
Eleinte azt feltételezték, hogy a megfigyelt zooidok páncélos ostoros sejtté válnak, és vitatott volt, hogy a sporangiumok parazita eredetűek-e. Azonban a svéd part közelében talált planktonmintában kimutatott kerek testek további vizsgálatokhoz vezettek. A zooidok fény-, elektronmikroszkópos és DNS-szekvenálással történő elemzése alapján a Perkinsushoz hasonlónak bizonyult, mely szintén az Alveolata nemzetsége. A zooidok ostorszerkezete különbözött a páncélos ostorosokétól és az Apicomplexáétól, így új törzset hoztak létre Perkinsozoa néven a Perkinsus és az új Parvilucifera nemzetséggel.
A P. infectans után felfedezett fajok időrendi sorrendben a P. sinerae – mely később a P. infectans szinonimájának bizonyult –, a P. prorocentri (ma Snorkelia prorocentri), a P. rostrata, P. corolla és a P. multicavata.

### Rendszertan
A Parvilucifera az Alveolata nemzetségeként a Sar egyik taxonja. Az Alveolatán belül a Perkinsozoába, a páncélos ostorosokkal molekuláris filogenetika alapján rokon kládba tartozik. Évtizedeken át a Perkinsea osztály Rastrimonadida rendjébe sorolták családszintű besorolás nélkül. 2017-ben jött létre a Parviluciferaceae klád a Parvilucifera, Dinovorax és Snorkelia nemzetségekből.
2020-ban 4 ismert faja volt. A P. infectans és P. sinerae fajokat korábban különbözőnek tekintették, de később azonosnak bizonyultak genetikai, morfológiai és ultraszerkezeti adatok alapján. A Snorkelia prorocentri korábban a nemzetség tagja volt, 2017-ben sorolták a Snorkelia nemzetségbe. A fajok genetikai távolság és morfológia alapján különböztethetők meg egymástól, például a P. multicavata a P. infectanstól a sporangium több kisebb átmérőjű nyílásában, a P. rostrata a sporangiumfal egyenetlenségei alakjában és méretében különbözik, a P. corolla ismertetőjegye a zoospórák radiális szóródása az érő sporangiumban és a csepp alakú zoospóra.
Ismert fajai:
- Parvilucifera corolla Reñé, Alacid, Figueroa, Rodríguez et Garcés 2016[6]
- Parvilucifera infectans Norén et Moestrup 1999[1] (= P. sinerae Figueroa et Garcé 2008)[2]
- Parvilucifera multicavata Jeon et Park 2020[7]
- Parvilucifera rostrata Karpov et Guillou 2013[5]

## Életciklus

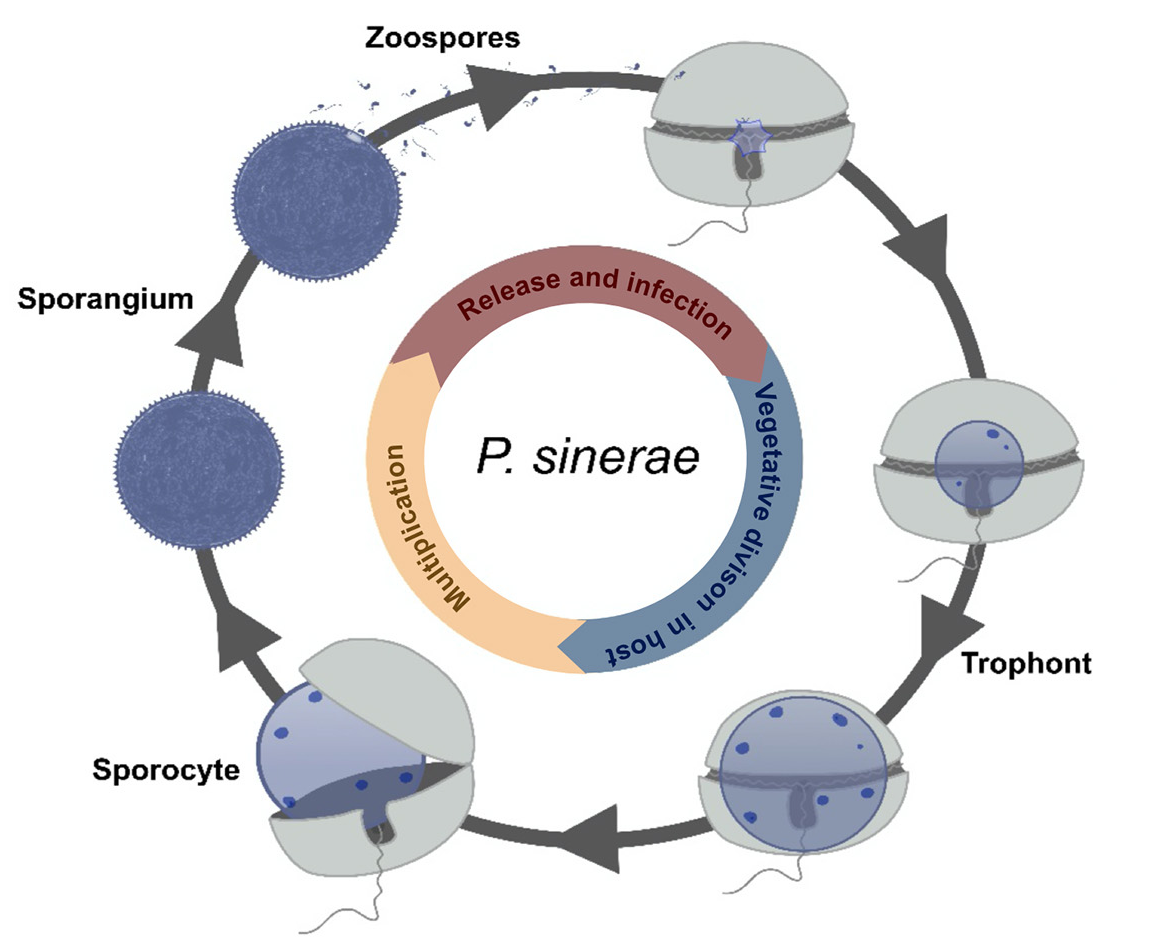
Páncélos ostoros gazdáját fertőző P. infectans életciklusa

A Parvilucifera egysejtű Alveolata-nemzetség, mely páncélos ostorosok endoparazitája. A legtöbb faj teljes életciklusa szabadon élő úszó fertőző zoospóra- (zooid), sejtbeli trofonta- és a gazdasejtben fejlődő nyugvó sporangiumszakaszból áll, mely további zoospórákat hoz létre.

### Zoospóra
A Parvilucifera-zoospórák, más néven zooidok nyújtottak vagy csepp alakúak, és kétostorúak. Nagy fénytörő test – feltehetően vakuólumban lévő keményítőszemcse – jellemzi hátulsó részében (innen a neve). Ostorai eltérő hosszúak: az elülső hosszú, a hátulsó rövid, és mindkettő a sejt elülső részéből ered. Egymásra merőlegesek, és egymáshoz közel erednek egy nyílásban. Ezenkívül nyújtott sejtmagja van, mely az ostor eredésétől a hátulsó végéig nyúlik. Más Alveolata-fajokhoz hasonlóan mitokondriumai nagyok, cristáik csőszerűek, ezenkívül számos kortikális alveolusa és egy apikális komplexe van. Apikális komplexe az Apicomplexáénál egyszerűbb, és álkonoidja, roptria- és mikronémaszerű vezikulumai vannak például az Ichthyodinium, Amoebophrya és Perkinsus nemzetségekhez hasonlóan. Álkonoidja 5 tagú, és lapos, az Alveolatában itt a legegyszerűbb. Ezek feltehetően a sejtfertőzésben játszanak szerepet, mivel az Apicomplexa szerkezeteivel homológok, ahol az apikális komplex a gazdasejtbe lépéshez szükséges enzimeket bocsát ki.
Az egyes Parvilucifera-fajok zoospórái egymástól különböznek. A P. corolláéi könnycsepp alakúak, a P. infectanséi nyújtottak. Átlagos hosszuk mintegy 2,9 μm, a 3 faj szélessége közel azonos. A P. rostratáéi nagyobbak, rajtuk rostrum van, mely apikális proboscisszerű szerkezet.

### Fertőzés és trofonta
A P. infectans-fertőzés kétféleképp történhet attól függően, hogy a páncélos ostoros rendelkezik-e cellulózlemezekből álló külső héjjal. Ha van héj, a fertőzés magi: a folyamat után a páncélos ostoros héja leválik. Ha nincs héj, a folyamat citoplazmatikus, melyet a sejtplazmában jelenlévő vakuólumszerű szerkezetek és a gazda hosszabb ellenállása jelez.
Az endoparaziták a sejt fertőzése után trofontákká válnak, és lebontják a gazdasejt tartalmát. A folyamat során a gazdasejt tartalma teljesen lebomlik, vagy a sejt széle felé nyomul, végül közel gömbölyű sporangium keletkezik.

### Sporangium
A sporangium mérete a gazdasejtével arányos. A sporangiumon szabályos elrendezésben lévő 600–800 nm hosszú kiemelkedések vannak. Ezenkívül egyszerű nyílások is vannak operculummal, szemben a Perkinsus sima falú sporangiumaival. Szerkezete összetett: vastag belső rétegét közel azonos méretű vagy kissé vékonyabb átlátszatlan réteg veszi körül kiemelkedésekkel. Az érés során a sporangium megfeketedik. A zoospórák belül fejlődnek az elhalt gazdasejtben vagy a sporangium kiszabadulása után. A zooidok a nyílásokon keresztül távoznak. A zooidok száma a mérettől függ, de általában mintegy 500 zooid távozik, és 5–10 perc után távozik az összes zooid. Ezután a sejtplazma, melyből a zooidok távoztak, keményítőszemcsékből, mitokondriumokból, endoplazmatikus retikulumból és nagy sejtmagból álló maradványtestté válik a sporangiumban.

## Ökológia

### Élőhely
A Parvilucifera más Perkinsozoa-kládokhoz hasonlóan édes-, tengervízben és üledékben is jelen van. A P. infectanst először Svédország tengerpartjához közel találták meg, ahol különösen tengeri üledékben gyakori.
Kísérletek alapján az alacsonyabb sótartalom magasabb fertőzési arányt vonhat maga után. A P. infectans extrém körülményeket is képes túlélni a gazdaciszta ellenálló-képessége révén, mely meg tudja védeni a zoospórákat. A sporangiumok több hónapig képesek túlélni alacsony hőmérsékleten.

### Gazdatartomány
Minden ismert faja generalista páncélosostoros-parazita, vagyis számos páncélosostoros-fajt képes fertőzni. Az egyetlen kivétel korábban a S. prorocentri volt, mely korábban e nemzetségbe tartozott, és kifejezetten Prorocentrum fukuyoit fertőzött Azonban az ismert fajok újabb tanulmányok szerint meghatározott fajokat preferálhatnak.

### Algavirágzások
A Parvilucifera gyakorlati jelentősége fontos téma, mivel a nemzetség számos káros páncélosostoros-virágzást képes irányítani. A páncélosostoros-virágzások károsak a kagylóiparra, és számos erős toxint termelnek. Egyes páncélos ostorosok jelentős állatmortalitást okozhatnak, és emberben is halálosak lehetnek. A Parvilucifera generalista, így a páncélosostoros-közösségek negatív szabályzói lehetnek. Kutatások folynak a fajok gazdatartományai vizsgálata terén a páncélosostoros-virágzások jobb irányítása végett.

## Fordítás
Ez a szócikk részben vagy egészben  a   Parvilucifera című angol Wikipédia-szócikk ezen változatának fordításán alapul.  Az eredeti cikk szerkesztőit annak laptörténete sorolja fel. Ez a jelzés csupán a megfogalmazás eredetét és a szerzői jogokat jelzi, nem szolgál a cikkben szereplő információk forrásmegjelöléseként.